# باریگادا
باریگادا (به انگلیسی: Barrigada, Guam) یک روستا در  گوآم است.

## نگارخانه

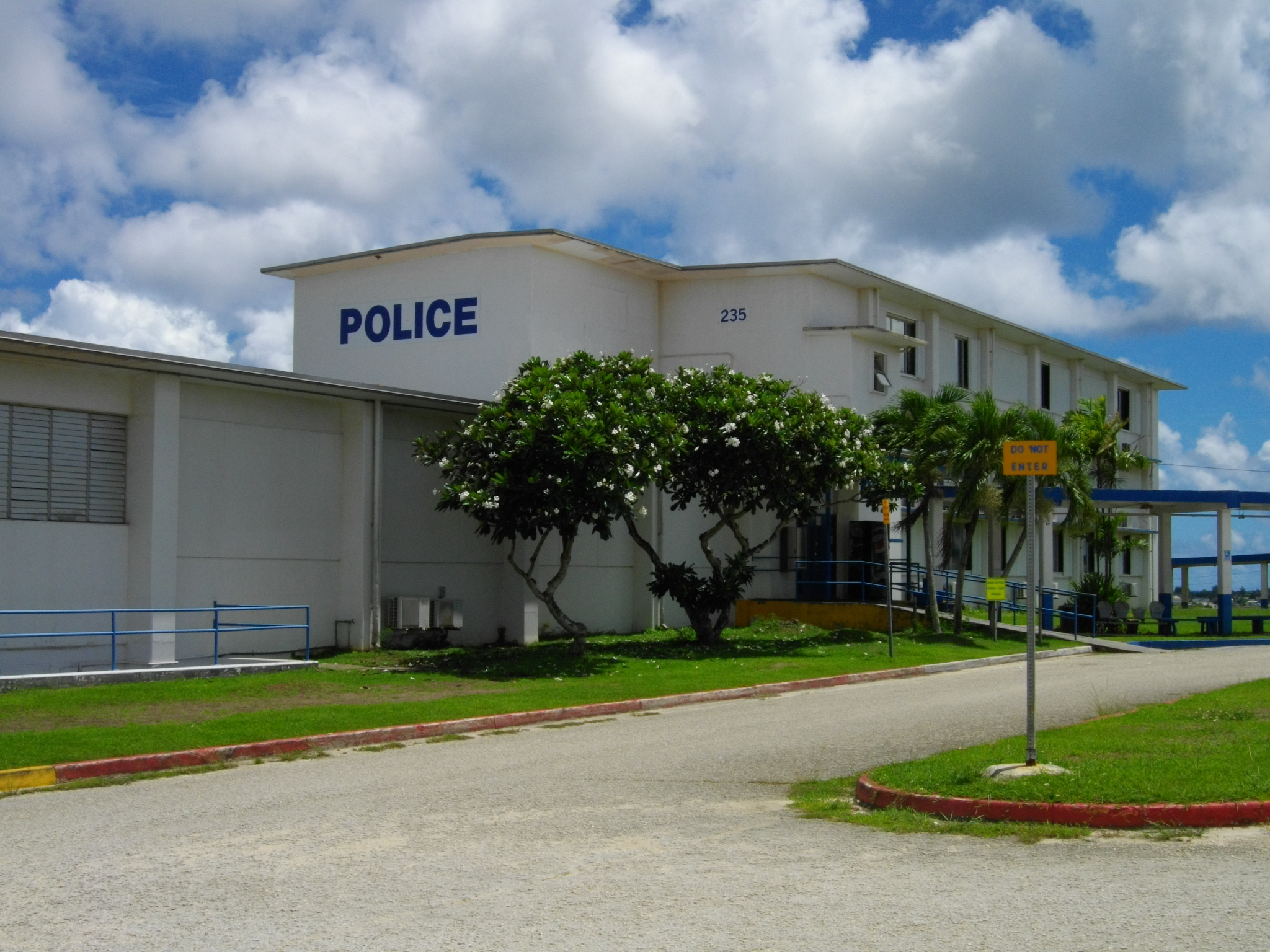
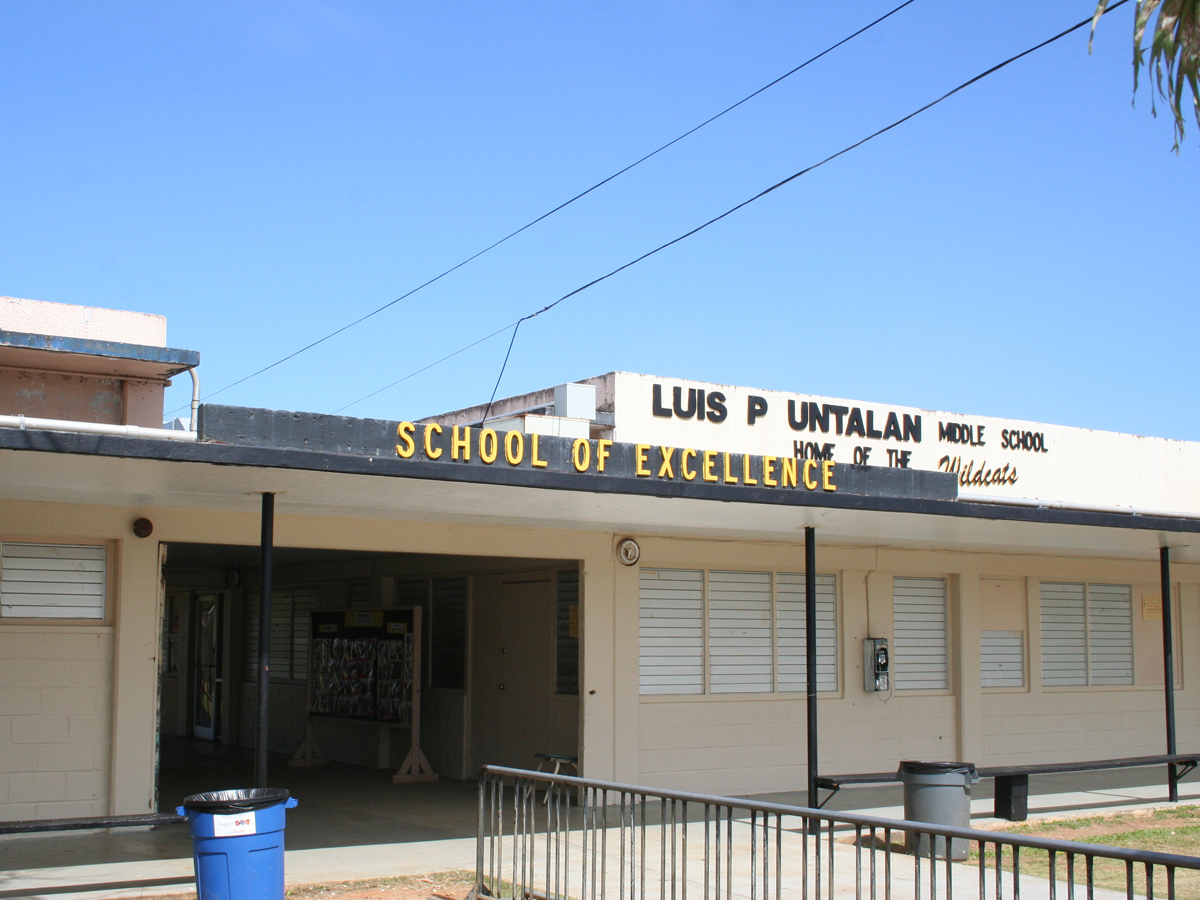
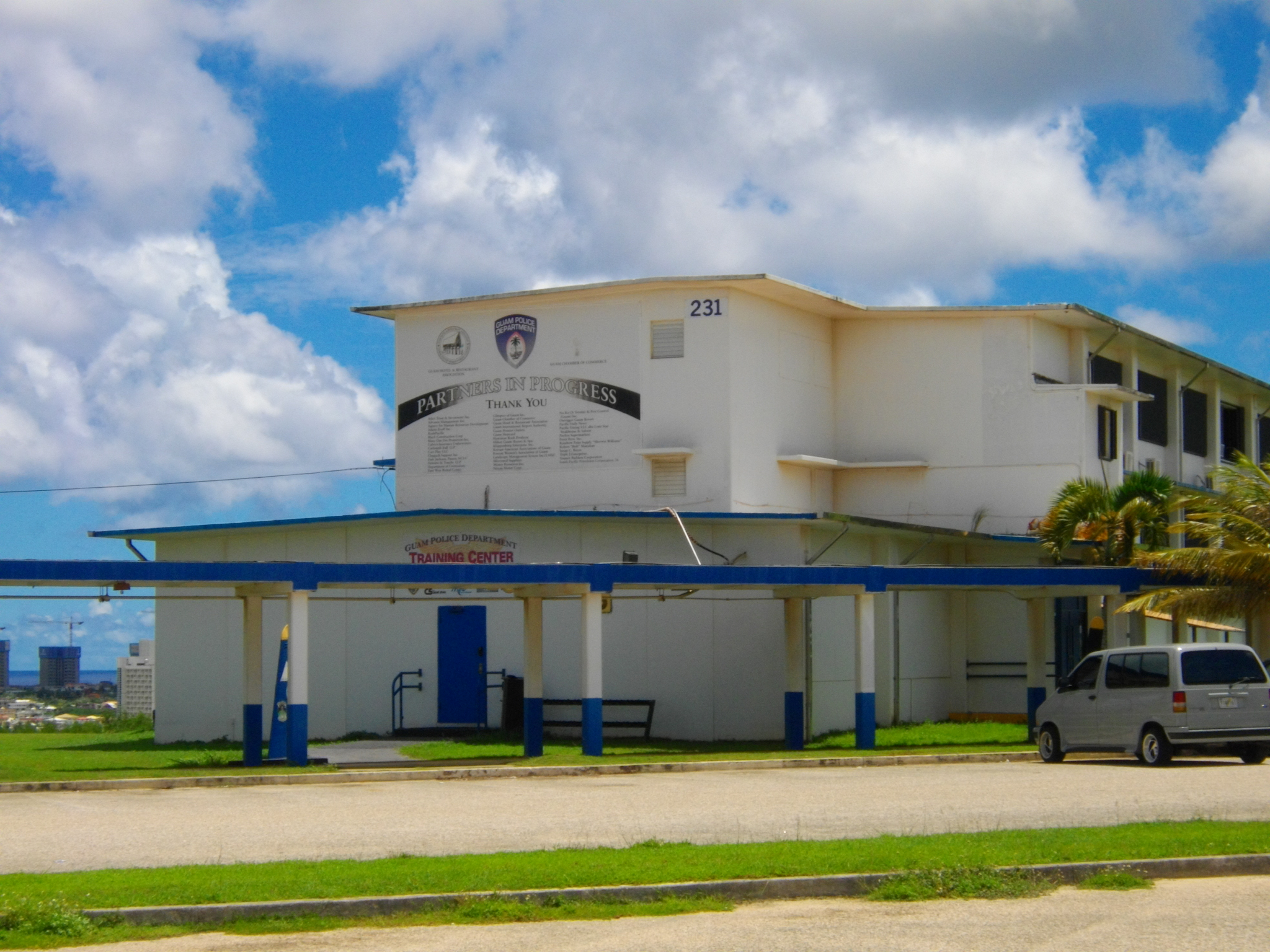

## خصوصیات
باریگادا ۸٬۸۷۵ نفر جمعیت دارد.